# Catedral de Cristo Rey (Sintang)
La Catedral de Cristo Rey o simplemente Catedral de Sintang (en indonesio: Katedral Kristus Raja) es el nombre que recibe un edificio religioso afiliado a la Iglesia Católica que se encuentra ubicado en la ciudad de Sintang en la regencia del mismo nombre en la provincia de Kalimatan Occidental al oeste de la isla de Borneo en el país asiático de Indonesia.
La actual parroquia fue creada en mayo de 1932, siendo manejada primero por la Orden de los Capuchinos, luego por los Misioneros Oblatos de María Inmaculada antes de ser entregada a la sacerdotes diocesanos de Sintang. Algunas de las parroquias  a su cargo incluyen a Santa María Reino del Rosario en Lebang, la parroquia de la Inmaculada Concepción en Merakai, la parroquia de Santa Teresa en Nobal, la Parroquia de San Miguel en Tanjung Baung, la parroquia de Santa María Reina de la Paz en Tempunak, la Parroquia de San Pedro en Dedai y la parroquia de San Martín en Kelam.
El templo sigue el rito romano o latino y es la iglesia principal de la diócesis de Sintang (Dioecesis Sintangensis o Keuskupan Sintang) que empezó como prefectura apostólica en 1948 y fue elevada a su actual estatus en 1961 mediante la bula "Quod Christus" del papa Juan XXIII.
Se encuentra bajo la responsabilidad pastoral del Obispo Samuel Oton Sidin.